# Курт Ауст
Курт Остергард (на норвежки: Kurt Østergaard) е норвежки писател на произведения в жанра исторически трилър и криминален роман. Пише под псевдонима Курт Ауст (на норвежки: Kurt Aust).

## Биография и творчество
Курт Остергард е роден на 6 декември 1955 г. в Икаст, Дания. Следва за учител. След дипломирането си работи много временни работи. От 1982 г. живее в Норвегия. Работи като социален работник и журналист на свободна практика в областта на културата. През 90-те години започва да пише разкази.
Първата ѝ му книга „Slaveskipet Fredensborg“ е публикувана през 1997 г. Той пише текста, а Кин Весел и Лейф Свалсесен са автори на карикатурите за приключенията на робския кораб „Фреденсборг“.
Първият му роман „Денят на Страшния съд“ от едноименната поредица исторически криминални романи „Томас Буберг“ е издаден през 1999 г. Главни герои са професор Томас Буберг от Копенхагенския университет и неговият млад асистент Петър Хортен. В навечерието на Нова година през 1699 г. те попадат в изолиран от снежната буря хан. Там става убийство, а те трябва да открият убиеца, за да защитят и самите себе си. Книгата е удостоена с награда за дебют.
През 2006 г. публикува първия си съвременен трилър „Невидимото братство“. Показно самоубийство в центъра на Париж предизвиква поредица от събития за разгадаване на окултни и алхимични тайни свързани с Исак Нютон. Един брилянтен математик трябва да разчете шифрованите послания, за да разбере причината за смъртта на жената, която е обичал.
Женен е за художничката Кин Весел.
Курт Остергард живее със семейството си в Хортен.

## Произведения

### Самостоятелни романи
- De usynlige brødre (2006)
Невидимото братство, изд.: ИК „Персей“, София (2012), прев. Росица Цветанова
- Kaos og øyeblikkets renhet (2008)
- Hevnens alkymi (2009)
Алхимия на отмъщението, изд.: ИК „Персей“, София (2015), прев. Калина Димитрова
- Dødt løp (2015)

### Серия „Томас Буберг“ (Thomas of Boueberge)
1. Vredens dag (1999)
Денят на Страшния съд, изд.: ИК „Персей“, София (2018), прев. Калина Димитрова
2. Den tredje sannhet (2001)
Третата истина, изд.: ИК „Персей“, София (2022), прев. Владимира Старирадева
3. Hjemsøkt (2003) – награда „Ревертън“ и „Стъклен слюч“
4. Kongefrykt: nest etter Gud (2004)
5. Når døde hvisker (2011)
6. Stumme skrik (2013)
7. Skipet med det onde øye (2017)

### Детска литература
- Kasper & Måns. Den store kaosdagen (2006) – с Кин Весел

### Документалистика
- Slaveskipet Fredensborg (1997) – карикатури, с Кин Весел и Лейф Свалсесен
- Symboler & demoner : en guide til Dan Browns Det tapte symbol : fakta og fascinerende funn (2010)